# Tepeköy, Seben
Tepe là một xã thuộc huyện Seben, tỉnh Bolu, Thổ Nhĩ Kỳ. Dân số thời điểm năm 2010 là 173 người.